# Szetieniewo
Szetieniewo (ros. Шетенево) – wieś w Rosji, w rejonie mieżdurieczeńskim obwodu wołogodzkiego. W 2002 r. liczyła 8 mieszkańców, a w 2010 r. była niezamieszkana.